# Muraenolepididae
I Muraenolepididae sono una famiglia di pesci ossei marini, prevalentemente abissali appartenenti all'ordine Gadiformes.

## Distribuzione e habitat
Sono endemici dell'emisfero australe, specie delle latitudini più alte, in aree a clima freddo. Raggiungono le coste antartiche. Vivono nel piano batiale e in quello abissale, fino a oltre 3000 metri di profondità.

## Descrizione
Il corpo è piuttosto allungato. Ci sono due pinne dorsali: la prima costituita da un solo raggio e la seconda unita alla pinna anale e alla pinna caudale in una pinna impari continua. Un barbiglio è presente sotto il mento. Scaglie allungate disposte in file oblique.
Muraenolepis andriashevi supera 44 cm di lunghezza ed è la specie più grande.

## Specie
- Genere Muraenolepis
  - Muraenolepis andriashevi
  - Muraenolepis evseenkoi
  - Muraenolepis kuderskii
  - Muraenolepis marmorata
  - Muraenolepis microps
  - Muraenolepis orangiensis
  - Muraenolepis pacifica
  - Muraenolepis trunovi
- Genere Notomuraenobathys
  - Notomuraenobathys microcephalus[2]